# IC 3153
IC 3153 је спирална галаксија у сазвјежђу Дјевица која се налази на листи објеката дубоког неба у Индекс каталогу.
Деклинација објекта је + 5° 23' 54" а ректасцензија 12h 19m 36,8s. Привидна величина (магнитуда) објекта IC 3153 износи 14,2 а фотографска магнитуда 14,9. IC 3153 је још познат и под ознакама CGCG 42-19, VCC 359, NPM1G +05.0338, PGC 39693.